# Бармянцев, Евгений Николаевич
Евге́ний Никола́евич Бармя́нцев (10 декабря 1943, Сталинград, РСФСР, СССР — 18 декабря 2018, Москва, Россия) — советский и российский военный деятель, сотрудник Главного разведывательного управления Генерального штаба Вооружённых Сил Российской Федерации, военный атташе при посольстве России в Югославии (1992—2001).
Непосредственный участник разработки и обеспечения марш-броска сводного батальона ВДВ России, входящего в состав Международного миротворческого контингента в Боснии и Герцеговине, на Приштину (Косово), в результате которого российскими военными был занят аэропорт «Слатина» и сорваны планы НАТО по оккупации Югославии.
Генерал-лейтенант, Герой Российской Федерации (19 февраля 2000 года).

## Биография
Евгений Бармянцев родился 10 декабря 1943 года в городе Сталинграде (ныне — Волгоград). По национальности — русский.
После окончания средней школы, в 1962 году поступил и в 1965 году окончил Тбилисское высшее артиллерийское командное училище имени 26 Бакинских комиссаров. В 1975 году Бармянцев также окончил Военно-дипломатическую академию Советской Армии.
C 1992 по 2001 год являлся военным атташе при посольстве Российской Федерации в Югославии. В данной должности, в июне 1999 года он принимал непосредственное участие в разработке и обеспечении знаменитой спецоперации — марш-броска сводного батальона ВДВ России, входящего в состав Международного миротворческого контингента в Боснии и Герцеговине, на Приштину (столица непризнанного государства Косово). В результате данного марш-броска российскими военными был занят аэропорт «Слатина» и сорваны планы НАТО по оккупации Югославии.
19 февраля 2000 года, за мужество и героизм, проявленные при выполнении специальных заданий в условиях, сопряжённых с риском для жизни, Указом Президента Российской Федерации генерал-лейтенанту Евгению Николаевичу Бармянцеву было присвоено звание Героя Российской Федерации с вручением знака особого отличия — медали «Золотая Звезда».
С ноября 2003 года генерал-лейтенант Бармянцев — в отставке. С августа 2004 года по апрель 2005 года работал советником генерального директора ООО «Третий вариант», с 2005 года — первый заместитель генерального директора ОАО «Авиазапчасть».
Скончался 18 декабря 2018 года. Похоронен в Москве, на Троекуровском кладбище, участок 27.

## Награды
- Герой Российской Федерации (19 февраля 2000 года)
- 4 ордена Российской Федерации
- Медали СССР,
- Медали РФ.

## Память
В Волгограде открыта мемориальная табличка на стене здания детского сада № 23.